# 澳大利亚总督
澳大利亚联邦总督（英語：Governor-General of the Commonwealth of Australia）是澳洲君主在當地的代表。按照现行澳大利亚憲法，澳大利亚属于大英國協王國。其君主澳大利亚君主，一般不居住在澳大利亚。因此，在一般情况下，总督在君主授權下代表其執行国家元首的职务。
作为君主的全权代表，总督在法理上拥有很大的权力。宪法赋予他国家的最高行政权。他可以制定和取消法令，并且有权召集和解散议会、颁布选举令状，任免各部长，全权大使和聯邦總理。同时在司法上拥有任命澳洲联邦高等法院法官和颁布特赦令的权力。但是，按照承襲自英国的西敏制传统惯例，总督作為君主代表，不干涉行政，并按照总理和内阁的建议行使权力。
實際操作上，总督由总理提名，而由君主任命。早期的联邦总督任命时，澳大利亚政府、君主和英国政府会进行三方面的沟通，最终人选更多地反映君主的个人选择和英国政府的意见。初期的历任总督大多是英国贵族，而且最初的总督都自认为不但是澳大利亚的代理元首，也是帝国政府和作为帝国领土自治政府的澳大利亚政府之间的联络官，对澳大利亚政府传达帝国政府的意见。随着澳大利亚国内政治的逐渐成熟，英国政府对澳大利亚政府的影响力迅速减少，总督作为联络官的角色也很快淡化。此后，自从英国在1930年代威斯敏斯特法令后确认了各自治领的独立地位以后，君主就没有拒绝过澳大利亚总理的提名。同样的，在总督任命的问题上，君主只能遵循澳大利亚总理的意见，而不考虑英国首相和英国国会的建议。实际上，当代总督的任命和罢免都掌握在澳大利亚总理手中。而且自1960年代起，每位總督都是澳洲人。
这些法理上的和惯例上的矛盾有时会造成争议。在1975年的宪政危机中，总督约翰·柯尔以总理无法使参议院通過預算案为由，解散了高夫·惠特拉姆任总理的政府。当时，澳大利亚女王伊丽莎白二世决定不予干涉，理由是澳大利亚自1930年代英国确认其独立地位并在1942年接受此独立地位后已成为独立国家，除去《澳大利亚宪法》规定须由君主亲裁或影响君主宪政职权本身的事项外，其他权力都已交由总督代行，因此女王认为她按慣例，不應用权干预总督行使宪法赋予的权力，而宪政危机必须由澳大利亚自行解决。但是约翰·柯尔的举动此后一直备受争议。反对者认为法律上，按照西敏制的惯例，总督不应解散在众议院拥有多数支持的政府。政治上，反对者认为一个非民选的总督不应有权解散由人民选出的政府。故近年總理一般會提名缺乏政治背景的人士（特別是退休軍官和法律界人士）擔任總督。
當聯邦總督外訪、從缺或因其他原因不能履行職務時，任職時間最長的州總督便會代理職責。

## 官邸

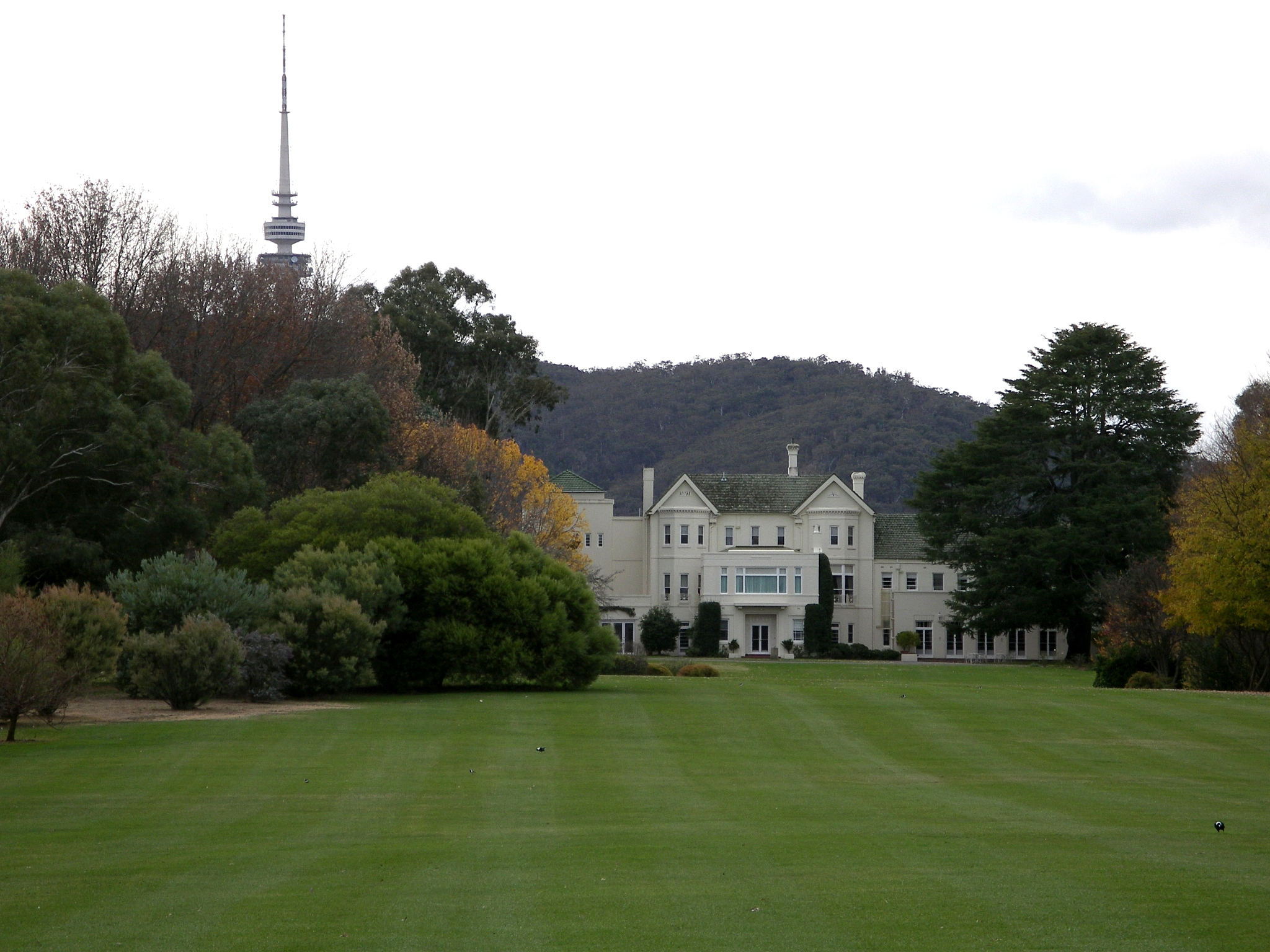
总督府

总督的首要官邸是位于首都堪培拉的总督府。此庄园被联邦政府收购之前名为亚拉伦拉（Yarralumla），至今俗称一般仍称此名。
总督的另一正式官邸是位于悉尼的水师提督府，位于北悉尼港的岸上。总督驻悉尼的时候使用这座官邸。
在其他州府，总督没有特置的官邸。在访问时，总督按惯例会住在当地的州督府。

## 历任澳大利亚总督
| #  | 图片         | 姓名/头衔                                                                                              | 任期开始      | 任期结束      | 时间     | 君主     | 提名总理         |
| -- | ------------ | --- | ------------- | ------------- | -------- | -------- | ---------------- |
| 1  |              | 约翰·阿德里安·路易斯·霍普，第七代霍普敦伯爵 KT GCMG GCVO PC (於1902年10月27日晉封為第一代林利思戈侯爵) | 1901年1月1日  | 1903年1月9日  | 2年8天   | 維多利亞 | 英國政府直接提名 |
| 1  | 爱德华七世   | 约翰·阿德里安·路易斯·霍普，第七代霍普敦伯爵 KT GCMG GCVO PC (於1902年10月27日晉封為第一代林利思戈侯爵) | 1901年1月1日  | 1903年1月9日  | 2年8天   |          | 英國政府直接提名 |
| 2  |              | 哈勒姆·丁尼生，第二代丁尼生男爵, GCMG PC                                                               | 1903年1月9日  | 1904年1月21日 | 1年12天  |          | 英國政府直接提名 |
| 3  |              | 亨利·斯塔福德·诺斯科特，第一代诺斯科特男爵, GCMG GCIE CB PC                                            | 1904年1月21日 | 1908年9月9日  | 4年232天 |          | 英國政府直接提名 |
| 4  |              | 威廉·瓦德，第二代达德利伯爵, GCB GCMG GCVO TD PC                                                       | 1908年9月9日  | 1911年7月31日 | 2年325天 |          | 英國政府直接提名 |
| 4  | 乔治五世     | 威廉·瓦德，第二代达德利伯爵, GCB GCMG GCVO TD PC                                                       | 1908年9月9日  | 1911年7月31日 | 2年325天 |          | 英國政府直接提名 |
| 5  |              | 托马斯·登曼，第三代登曼男爵, GCMG KCVO PC JP                                                           | 1911年7月31日 | 1914年5月18日 | 2年291天 |          | 英國政府直接提名 |
| 6  |              | 罗纳德·克劳福德·蒙罗·弗格森爵士, GCMG DL (后被授予诺瓦尔子爵爵位，KT GCMG DL)                          | 1914年5月18日 | 1920年10月6日 | 6年141天 |          | 英國政府直接提名 |
| 7  |              | 亨利·威廉·福斯特，第一代福斯特男爵, GCMG PC DL                                                         | 1920年10月6日 | 1925年10月8日 | 5年2天   | 休斯     |                  |
| 8  |              | 约翰·劳伦斯·巴尔德，第一代斯通黑文男爵, GCMG DSO PC JP DL (后为第一代斯通黑文子爵)                     | 1925年10月8日 | 1931年1月21日 | 5年105天 | 布鲁斯   |                  |
| 9  |              | 艾萨克·阿尔弗雷德·艾萨克斯爵士, GCB GCMG                                                               | 1931年1月21日 | 1936年1月23日 | 5年2天   | 斯卡林   |                  |
| 9  | 爱德华八世   | 艾萨克·阿尔弗雷德·艾萨克斯爵士, GCB GCMG                                                               | 1931年1月21日 | 1936年1月23日 | 5年2天   | 斯卡林   |                  |
| 10 |              | 陆军准将亚历山大·戈尔·霍尔-鲁思文，第一代高里男爵, VC GCMG CB DSO PC (后为第一代高里伯爵)              | 1936年1月23日 | 1945年1月30日 | 9年7天   | 莱昂斯   |                  |
| 10 | 乔治六世     | 陆军准将亚历山大·戈尔·霍尔-鲁思文，第一代高里男爵, VC GCMG CB DSO PC (后为第一代高里伯爵)              | 1936年1月23日 | 1945年1月30日 | 9年7天   | 莱昂斯   |                  |
| 11 |              | 格洛斯特公爵亨王子殿下, KG KT GCB GCMG GCVO                                                            | 1945年1月30日 | 1947年3月11日 | 2年40天  | 柯廷     |                  |
| 12 |              | 威廉·约翰·麦凯尔爵士, GCMG                                                                             | 1947年3月11日 | 1953年5月8日  | 6年58天  | 奇夫利   |                  |
| 12 | 伊丽莎白二世 | 威廉·约翰·麦凯尔爵士, GCMG                                                                             | 1947年3月11日 | 1953年5月8日  | 6年58天  | 奇夫利   |                  |
| 13 |              | 陆军元帅威廉·约瑟夫·斯利姆爵士, KG GCMG GCVO GBE DSO MC (后为第一代斯利姆子爵)                         | 1953年5月8日  | 1960年2月2日  | 6年270天 | 孟席斯   |                  |
| 14 |              | 威廉·谢泼德·莫里森，第一代邓罗西尔子爵, GCMG MC QC PC                                                  | 1960年2月2日  | 1961年2月3日  | 1年1天   | 孟席斯   |                  |
| 15 |              | 威廉·菲利普·西德尼，第一代德利斯尔子爵, VC KG GCMG GCVO PC                                             | 1961年8月3日  | 1965年5月7日  | 3年277天 | 孟席斯   |                  |
| 16 |              | 理查德·加德纳·卡西男爵, KG GCMG CH DSO MC PC                                                           | 1965年5月7日  | 1969年4月30日 | 3年358天 | 孟席斯   |                  |
| 17 |              | 保罗·哈斯勒克爵士, KG GCMG GCVO                                                                        | 1969年4月30日 | 1974年7月11日 | 5年72天  | 戈顿     |                  |
| 18 |              | 约翰·柯尔爵士, AK GCMG GCVO QC                                                                         | 1974年7月11日 | 1977年12月8日 | 3年150天 | 惠特拉姆 |                  |
| 19 |              | 泽尔曼·考恩爵士, AK GCMG GCVO QC                                                                       | 1977年12月8日 | 1982年7月9日  | 4年213天 | 弗雷泽   |                  |
| 20 |              | 尼尼安·史蒂芬爵士, KG AK GCMG GCVO KBE QC                                                              | 1982年7月29日 | 1989年2月16日 | 6年202天 | 弗雷泽   |                  |
| 21 |              | 威廉·乔治·海登, AC                                                                                     | 1989年2月16日 | 1996年2月16日 | 7年0天   | 霍克     |                  |
| 22 |              | 威廉·帕特里克·迪恩爵士, AC KBE                                                                         | 1996年2月16日 | 2001年6月29日 | 5年133天 | 基廷     |                  |
| 23 |              | 彼得·约翰·霍林沃思, AC OBE                                                                             | 2001年6月29日 | 2003年5月28日 | 1年333天 | 霍华德   |                  |
| 24 |              | 陸軍中将菲利普·迈克尔·杰弗里, AC CVO MC                                                                | 2003年8月11日 | 2008年9月4日  | 5年24天  | 霍华德   |                  |
| 25 |              | 昆廷·爱丽丝·路易丝·布赖斯女爵士, AD CVO FASSA                                                          | 2008年9月5日  | 2014年3月28日 | 5年204天 | 陆克文   |                  |
| 26 |              | 陸軍上將彼得·約翰·科斯格羅夫爵士, AK CVO MC                                                            | 2014年3月28日 | 2019年7月1日  | 5年95天  | 艾保德   |                  |
| 27 |              | 陸軍上將大衛·約翰·赫利, AC CVO DSC FTSE                                                                | 2019年7月1日  | 2024年7月1日  | 5年0天   | 莫里遜   |                  |
| 27 | 查爾斯三世   | 陸軍上將大衛·約翰·赫利, AC CVO DSC FTSE                                                                | 2019年7月1日  | 2024年7月1日  | 5年0天   | 莫里遜   |                  |
| 28 |              | 萨曼莎·莫斯廷 AC                                                                                       | 2024年7月1日  |               | 359天    | 艾班尼斯 |                  |

## 延伸阅读
- Christopher Cunneen. . Allen and Unwin. 1983. ISBN 0-86861-238-3.
- Bill Hayden. . Angus & Robertson. 1996. ISBN 0-207-18769-X. (pp 515, 519, 548)
- 泽尔曼·考恩爵士, A Public Life: The Memoirs of Zelman Cowen, Miegunyah Press, 2006.
- 唐纳德·马克韦尔, The Crown and Australia, University of London 1987 -
- 唐纳德·马克韦尔, "Griffith, Barton and the early Governor-Generals: aspects of Australia's constitutional development", Public Law Review, 1999.